# Stade Chapou
Le stade Chapou ou stade Jacques Chapou est un ancien stade de football, de rugby à XV et à XIII, situé à Toulouse, à l'ouest du quartier des Amidonniers.

## Histoire

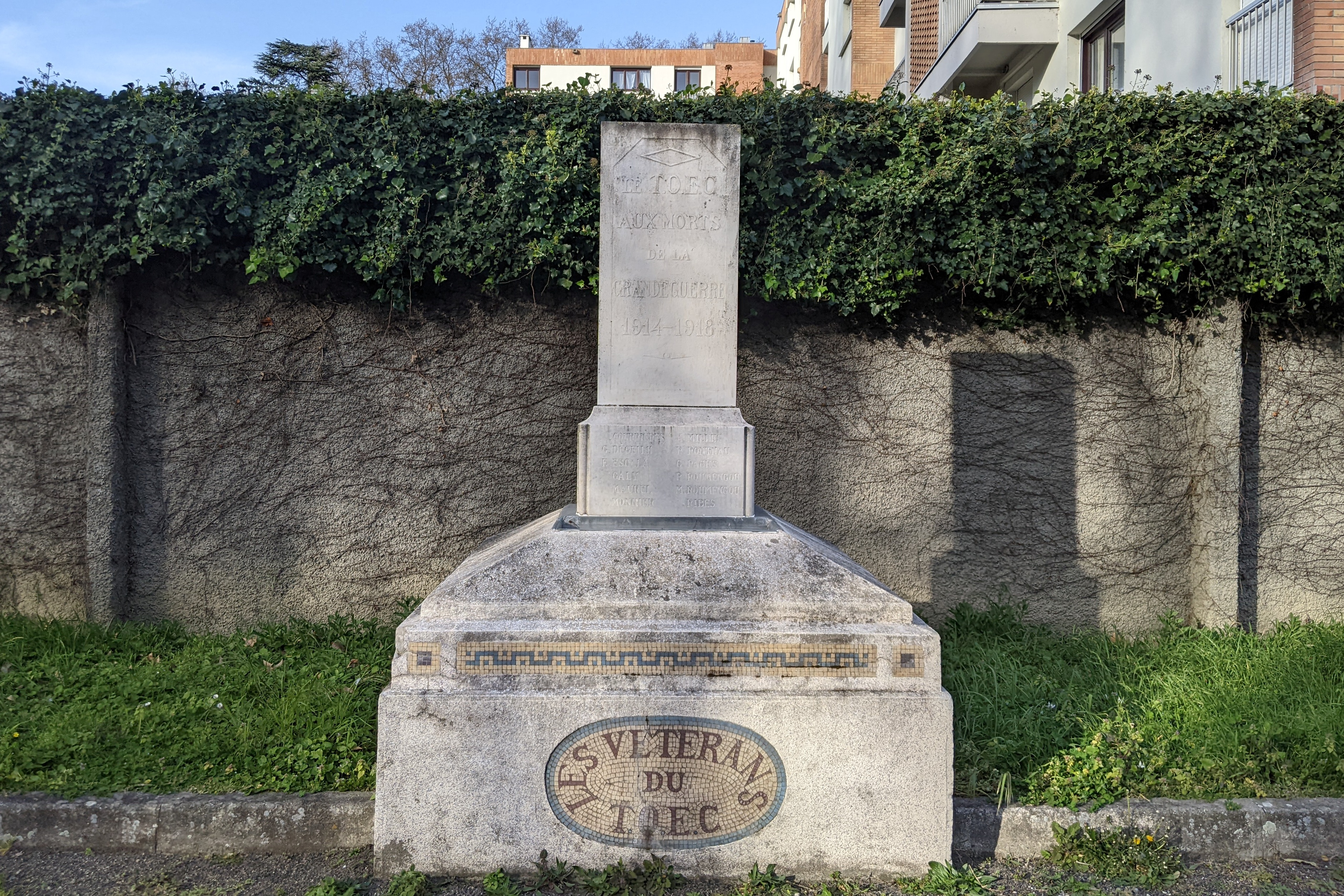
Monument aux morts de la Première Guerre mondiale des anciens joueurs du TOEC (parc de la piscine Chapou, rue Saunière).

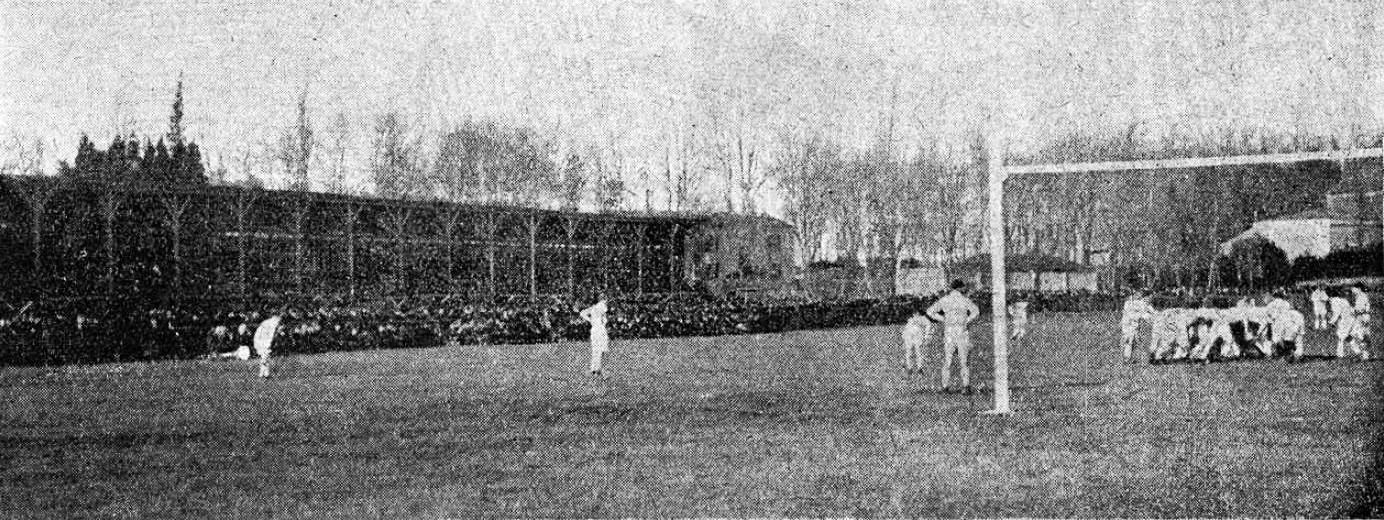
Le « terrain du TOEC » au Parc des sports (1920, bibliothèque municipale).

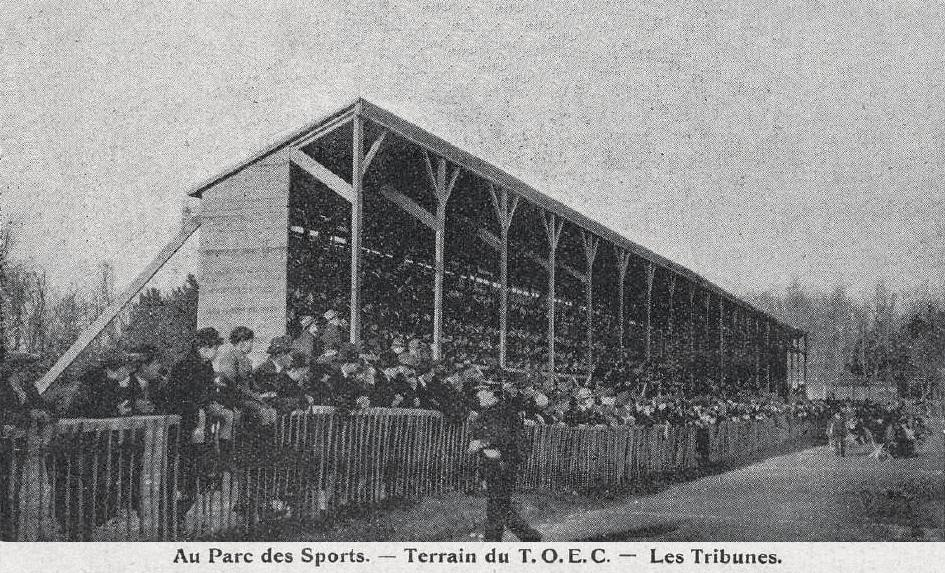
Les tribunes du « terrain du TOEC » (1920, bibliothèque municipale).

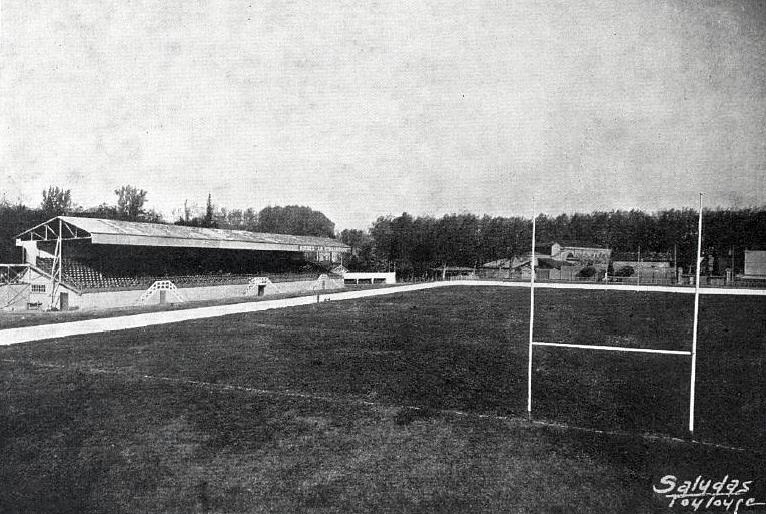
Le « terrain du TOEC » (1934, Bulletin municipal, bibliothèque municipale).

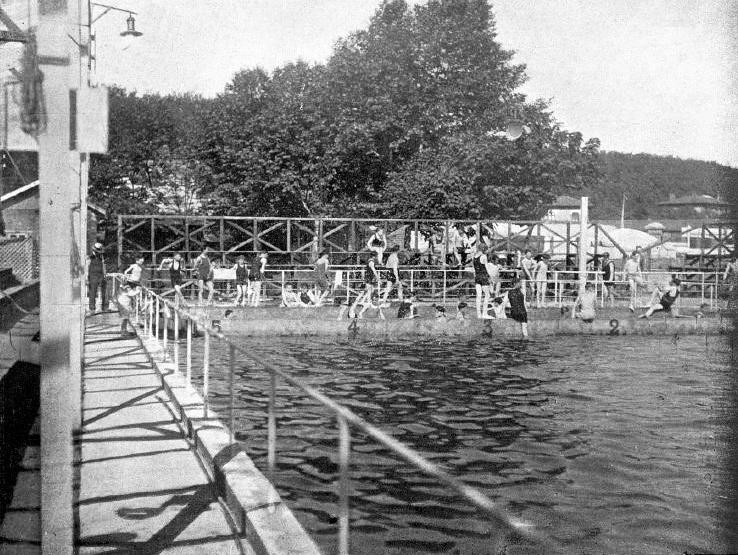
La piscine de la section natation du TOEC (1926, bibliothèque municipale).

En 1908, le Sporting Club Toulousain (SCT), un des premiers clubs omnisports de Toulouse, occupe un vaste terrain qui se trouve entre le chemin de l'Embouchure (actuelle rue des Amidonniers) et l'allée de Brienne, à proximité des bassins des filtres du canal latéral à la Garonne. L'espace, qui se situait au-delà de la barrière d'octroi (actuelle avenue Édouard-Debat-Ponsan), était occupé au XIXe siècle par un magasin de poudres de l'armée. Les terrains dévolus au Sporting Club Toulousain sont simplement désignés comme le Parc des Sports. L'espace est réparti entre un terrain équipé de tribunes, dévolu à la section rugby et une piscine dévolue à la section natation. En 1910, le Sporting Club Toulousain change de nom et devient le Toulouse olympique (TO). En 1912, le club en plein expansion et fusionne avec le Toulouse employés club (TEC) pour devenir le Toulouse olympique employés club (TOEC). En 1919, le club est reconstitué après la Première Guerre mondiale. En 1922, la société immobilière « Les Amis des Sports Toulousains » fait l'acquisition du Parc des Sports, en aménage le terrain et construit de nouvelles tribunes, mais aussi un fronton de pelote basque et des courts de tennis. 
Le club du TOEC connaît cependant des difficultés financières. En 1930, la société « Les Amis des Sports Toulousains » cherche à diversifier ses revenus et propose la location du stade à la Fédération française de rugby (FFR), qui accepte d'y jouer plusieurs matchs : en janvier 1931, l'équipe de France B affronte le club gallois du Cardiff Rugby Football Club. En 1932, Charles Mortera, président du TOEC, rachète le Parc des sports. En 1937, le stade est loué au Toulouse Football Club (TFC), premier club de football professionnel de la ville. Il y reste jusqu'en 1949, date de l'achèvement des travaux du Stadium, au Parc des sports municipal de l'île du Ramier,. En 1938, lors de la Coupe du monde de football, le Parc des Sports du TOEC reçoit un match des huitièmes de finales : le match aurait dû se tenir au Stadium, mais les travaux de construction n'étaient pas terminés. Le 5 juin 1938, Cuba et la Roumanie restent sur un match nul trois buts partout après prolongation. Le match se rejoue au même endroit le 9 juin 1938 et voit la qualification de Cuba pour les quarts de finale, grâce à une victoire par deux buts à un.
Parallèlement, en 1938, la section natation du TOEC se sépare des autres activités pour devenir le club autonome des Dauphins du TOEC. En février 1939, une crise éclate entre le TFC et la section rugby du TOEC, débouchant sur le départ de nombreux joueurs du TOEC. Charles Mortera doit se résoudre à passer un accord avec la Ligue française de rugby à XIII. Le 21 mai 1939, la finale de la Coupe de France oppose le XIII Catalan et le Toulouse olympique. L'année suivante, ce dernier annonce son départ du stade des Minimes (no 107 avenue Frédéric-Estèbe), mais le rugby à XIII est interdit par les autorités du régime de Vichy et le Toulouse olympique dissous. Durant la Seconde Guerre mondiale, le stade est renommé en l'honneur du général Charles Huntziger, ministre vichyste. En 1942, le TOEC, reformé, reprend sa place au Parc des sports. Le 7 mai 1944, la section rugby du TOEC remporte la Coupe de France lors d'une finale jouée à Bordeaux contre le Stade bordelais. 
Dès l'été 1944, à la Libération de la ville, le stade prend le nom du résistant Jacques Chapou. Le 17 septembre 1944, après le départ de Charles de Gaulle qui a rendu visite aux autorités de la Résistance de la ville de Toulouse, une fête populaire est organisée au stade Jacques-Chapou par le Mouvement de libération nationale (MLN). Elle rassemble des épreuves sportives où jouent le Stade toulousain et le Toulouse F.C., et des représentations avec un chœur de maquisards et un ballet dirigé par Simone Techeney. Dans les années suivantes, l'équipe du TOEC s'impose comme une des meilleures formations nationales, sans parvenir cependant à remporter de nouveau titre.
En 1964, le terrain du stade Chapou est réquisitionné par le ministère de l'Éducation nationale afin d'y aménager une cité universitaire. Les tribunes sont revendues 100 000 francs à la municipalité et le TOEC part jouer au stade des Minimes. En 1965, le stade est détruit pour l'édification de la cité universitaire Chapou. Les autres installations sportives sont en revanche préservées, en particulier la piscine et les courts de tennis. En 1984, le TOEC investit son nouveau stade, devenu en 2012 le stade Georges Aybram, dans le nouveau quartier du TOEC, à l'ouest de la Cartoucherie (9 rue Gaston-Ramon).

### Finales
- Finale de la Coupe de France de rugby à XIII 1938-1939 (Toulouse olympique XIII - XIII Catalan) - Première rencontre de rugby à XIII accueilli dans ce stade.
- Finale du championnat de France de rugby à XIII 1950-1951 (Lyon XIII - Perpignan XIII 21 933 spectateurs).
- Finale du championnat de France de rugby à XIII 1951-1952 (Carcassonne XIII - Marseille XIII 16 645 spectateurs)